# مشير (رتبة عسكرية)
المشير (بالإنجليزية: Field marshal) هي رتبة عسكرية رفيعة المستوى، وتكون أعلى رتبة في بعض الجيوش. ويعود أصل التسمية إلى وقت مبكر من العصور الوسطى، تحديداً في زمن ملوك الفرنجة، والتسمية مشتقة من التسمية الألمانية القديمة لحارس خيول الملك (Marh-scalc). في بعض الدول تطلبت الترقية إلى رتبة المشير، تحقيق انتصار عسكري في حرب (كما في روسيا وألمانيا). لكن في بعض الدول تكون الترقية إلى رتبة المشير بأمر شعبي (كما حدث في أسبانيا والمكسيك) أو بسبب قيادة لواء عسكري (كما في فرنسا والبرتغال والبرازيل).

## الأصل اللغوي
مُشير اسْم فَاعِل مِن أشَار، وهيَ أعْلَى رُتبةٍ فِي الجِهاز العسْكَري. والمُشِير، في لغة العرب: هو الحكيم الناصح، الذي يهتدى برأيه. وقديمًا لم تكن هذه الكلمة شائعة كلقب أو رتبة في الجيوش الإسلامية، بقدر شيوعها في الحياة المدنية.

## أمثلة إقليمية

### المشير
تستخدم رتبة مشير في كل من مصر والسودان والأردن واليمن وعمان والبحرين العراق والدولة العثمانية (سابقاً).
- الحاصلون عليها:

#### مصر

رتبة مشير في مصر

- رتبة مشير في مصرالمشير عبد الحكيم عامر نائب الرئيس جمال عبد الناصر، منح رتبة مشير في 23 فبراير/شباط 1958م بعد قيام الوحدة مع سوريا تحت اسم الجمهورية العربية المتحدة.
- المشير أحمد إسماعيل علي القائد العام للقوات المسلحة المصرية ووزير الحربية في حرب أكتوبر.
- المشير أحمد بدوي وزير الدفاع والقائد العام للقوات المسلحة المصرية 1978 -1981 (حصل عليها شرفيا بعد وفاته)
- المشير محمد علي فهمي قائد قوات الدفاع الجوي أثناء حرب أكتوبر (حصل عليها شرفيا بعد نهاية خدمته)
- المشير فؤاد ذكري قائد القوات البحرية أثناء حرب أكتوبر (حصل عليها شرفيا بعد نهاية خدمته)
- المشير محمد عبد الغني الجمسي وزير الدفاع والقائد العام للقوات المسلحة 1974 -1978 (حصل عليها شرفيًا بعد نهاية خدمته)[8]
- المشير محمد عبد الحليم أبو غزالة القائد العام للقوات المسلحة ووزير الدفاع في أواخر عهد الرئيس محمد أنور السادات.
- المشير محمد حسين طنطاوي وزير الدفاع الأسبق ورئيس المجلس الأعلي للقوات المسلحة سابقا.
- المشير عبد الفتاح السيسي وزير الدفاع من 12 أغسطس 2012 – 26 مارس 2014 (حصل عليها في يناير 2014).

#### السودان

رتبة مشير في السودان

- المشير جعفر محمد نميري رئيس السودان في الفترة ما بين مايو 1969 إلى أبريل 1985
- المشير عبد الرحمن سوار الذهب الرئيس الانتقالي لجمهورية السودان إبان الفترة الانتقالية بين حكم جعفر محمد نميري وحكم الأحزاب.
- المشير عمر البشير رئيس السودان السابق وتم ترقيته من رتبة فريق أول إلى رتبة مشير في 14 أغسطس 2004م.
- المشير الزبير محمد صالح احمد حصل عليها شرفيا بعد وفاته.[ما هي؟]

#### اليمن

رتبة مشير في اليمن

- المشير عبد الله السلال هو أول رئيس للجمهورية العربية اليمنية في الفترة 1962 – 1967م
- المشير علي عبد الله صالح الرئيس السابق للجمهورية اليمنية في الفترة 22 مايو 1990 – 25 فبراير 2012.
- المشير عبد ربه منصور هادي رئيس الجمهورية اليمنية منذ 2012 حتى 2022 .[9]

#### الأردن

رتبة مشير في الأردن

- المشير الحسين بن طلال ملك الأردن السابق والقائد الأعلى للقوات المسلحة الأردنية.
- المشير حابس المجالي قائد الجيش الأردني ورئيس هيئة الأركان المشتركة.
- المشير فتحي أبو طالب
- المشير عبد الحافظ مرعي الكعابنة
- المشير عبد الله الثاني بن الحسين ملك الأردن والقائد الأعلى للقوات المسلحة الأردنية.
- المشير سعد خير مدير المخابرات العامة الأردنية سابقًا ومقرر مجلس أمن الدولة.
- المشير زيد بن شاكر رئيس هيئة الأركان المشتركة.

#### المغرب

رتبة مارشال في المغرب

##### مارشال
يحمل هذه الرتبة حصرا الملك بصفته القائد الأعلى ورئيس أركان الحرب العامة للقوات المسلحة الملكية.
- الملك محمد السادس بين 1999 إلى الآن. (بصفته وليا للعهد كان يحمل رتبة كولونيل)

#### عمان

رتبة مشير في سلطنة عمان

- المشير قابوس بن سعيد سلطان عمان والقائد الأعلى للقوات المسلحة العمانية.
- المشير هيثم بن طارق سلطان عمان والقائد الأعلى للقوات المسلحة العمانية.

#### البحرين
- المشير حمد بن عيسى آل خليفة ملك مملكة البحرين القائد الأعلى لقوة دفاع البحرين.
- المشير الركن الشيخ خليفة بن أحمد آل خليفة القائد العام لقوة دفاع البحرين.
- المشير سلمان بن حمد بن عيسى آل خليفة ولي العهد نائب القائد الأعلى لقوة دفاع البحرين.

#### ليبيا
- خليفة حفترخليفة بلقاسم حفتر (من مواليد 1943) هوَ ظابط عسكري ليبي وقائدُ الجيش الوطني الليبي من سنة 2014.[2] فى مارس 2015؛ اتعين حفتر قائدًا للقوات المسلحة العربية الليبية

كما شاركت ليبيا بقوات عسكرية على الميدان كان يقودها، القائد العام الحالي للجيش الليبي، خليفة حفتر، والذي حاز في أعقاب الحرب على حاز نوط نجمة العبور المصرية، التي تمنح للضباط الذين ساهموا في عبور قناة السويس. كما تكفلت ليبيا بتغطية احتياجات مصر التموينية طوال فترة الحرب.
و هو اسير حرب سابق ابان الحرب الليبية التشادية من 1978 الي 1987 ،، كما انه قد قام بافتعال حرب اهلية في ليبيا سنة 2019

#### سوريا

##### فريق
تستخدم رتبة فريق في كل سوريا وهي تعادل رتبة مشير:

رتبة فريق في سوريا

- الفريق حسني الزعيم.
- رتبة فريق في سورياالفريق بشار الأسد.

#### الجزائر

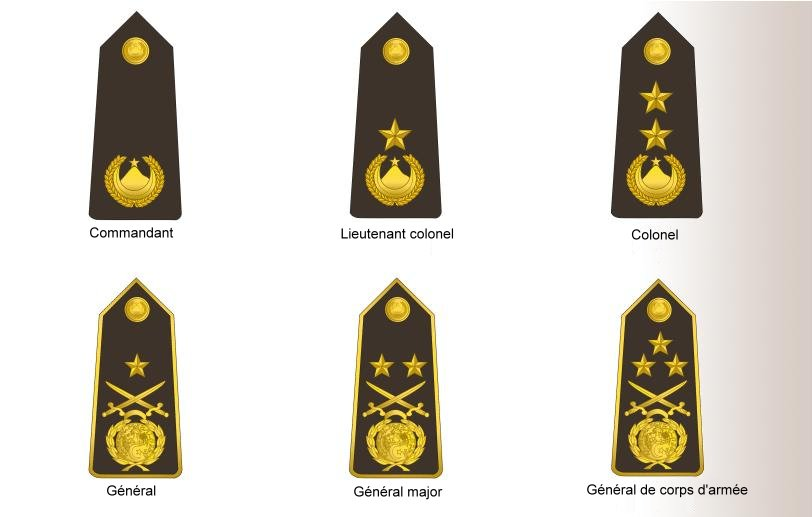
رتب عسكرية للجيش الجزائري

##### فريق
- محمد العماري عسكري جزائري، وهو سادس رئيس لأركان الجيش الجزائري ما بين 1993 - 2004.[10][11]
- أحمد قايد صالح عسكري جزائري، ورئيس أركان الجيش الشعبي الوطني الجزائري، ونائب وزير الدفاع الجزائري منذ سبتمبر 2013 وحتى وفاته في 23 ديسمبر 2019.[12][13]
- محمد مدين رئيس المخابرات الجزائرية منذ نوفمبر 1990 إلى غاية 13 سبتمبر 2015.[14]
- بن علي بن علي، القائد الحالي لجهاز الحرس الجمهوري الجزائري، من 23 يوليو 2015م.[15][16][17]
- أحمد بوسطيلة، قائد سابق لجهاز الدرك الوطني الجزائري.[18]

#### العراق

##### مهيب

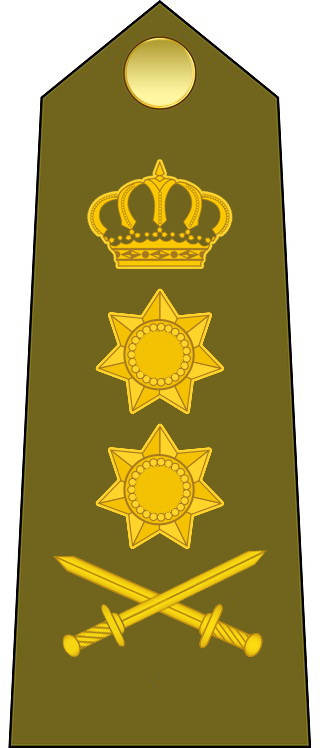
رتبة المشير في الجيش الملكي العراقي

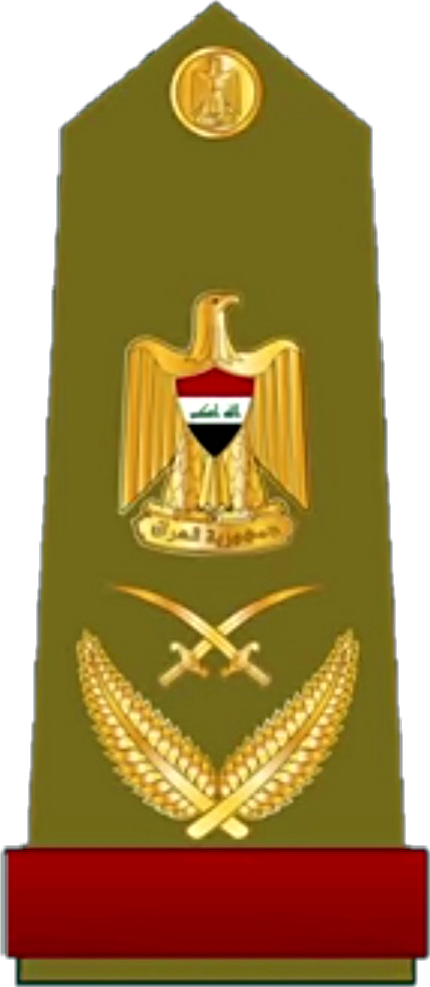
رتبة المهيب في القوات البرية العراقية

كانت أعلى رتبة في الجيش العراقي هي رتبة المشير ولكن في عام 1968 وبعد حركة 17 تموز تم تغيير تسميتها إلى «المهيب» وضلت هذه التسمية موجودة إلى عام 2003 عند الغزو الإمريكي حيث تم إلغاء هذه الرتبة العسكرية:
- المشير الطيار غازي بن فيصل الهاشمي
- المشير عبد الأله بن علي الهاشمي
- المشير فيصل بن غازي الهاشمي
- المشير الركن عبد السلام عارف.[19]
- المهيب أحمد حسن البكر.
- المهيب الركن صدام حسين.
- المشير الركن عزة الدوري.

### فيلد مارشال

رتبة "فيلد مارشال" في بريطانيا

تستخدم رتبة فيلد مارشال (بالإنجليزية: Field marshal) في بريطانيا وأستراليا وهي تعادل رتبة مشير:
- الفيلد مارشال برنارد مونتغمري قائد معركة العلمين.

### جنرال فيلد مارشال
تستخدم رتبة «الجنرال فلد مارشال» (بالألمانية: Generalfeldmarschall) في ألمانيا وهي تعادل رتبة مشير:
- الجنرال فيلد مارشال إرفين رومل قائد القوات الألمانية في شمال أفريقيا أثناء الحرب العالمية الثانية.